# مزرعه حسن چرخانی
مزرعه حسن چرخانی یک منطقهٔ مسکونی در ایران است که در دهستان محمدآباد (یزد) واقع شده‌است. مزرعه حسن چرخانی ۱۸ نفر جمعیت دارد.